# Ashley Williams (Leichtathletin)
Ashley Williams (* 25. Oktober 1996) ist eine jamaikanische Sprinterin, die sich auf den 400-Meter-Lauf spezialisiert hat.

## Sportliche Laufbahn
Erste internationale Erfahrungen sammelte Ashley Williams im Jahr 2015, als sie bei den Panamerikanischen Juniorenmeisterschaften in San José mit der jamaikanischen 4-mal-100- und 4-mal-400-Meter-Staffel jeweils die Silbermedaille gewann. 2022 belegte sie bei den NACAC-Meisterschaften in Freeport in 23,75 s den sechsten Platz im 200-Meter-Lauf. Bei den World Athletics Relays 2024 auf den Bahamas sicherte sie der 4-mal-400-Meter-Staffel einen Startplatz bei den Olympischen Sommerspielen in Paris, bei denen sie dem Team zum Finaleinzug verhalf.

## Persönliche Bestzeiten
- 200 Meter: 23,27 s (−0,8 m/s), 20. April 2024 in Kingston
- 400 Meter: 51,16 s, 29. Juni 2024 in Kingston